# Aggression (kanadische Band)
Aggression ist eine kanadische Thrash-Metal-Band aus Montreal, die im Jahr 1984 unter dem Namen Asylum gegründet wurde, sich etwa 1987 auflöste und 2005 wieder zusammenfand.

## Geschichte
Die Band wurde in der Halloweennacht 1984 unter dem Namen Asylum von Gitarrist Denis „Sasquatch“ Barthe und Gitarrist Bernard „Burn“ Caudron gegründet. Kurze Zeit später kam Bassist und Sänger Éric „Botcher“ Langlois zur Band. Nachdem er seinen Gitarrenverstärker während einer Party zerstört hatte, kam Yves „Dug Bugger“ Duguay als neuer Bassist zur Besetzung. Kurze Zeit später kam Langlois zur Band als Sänger und brachte zudem noch Schlagzeuger Gaëtan „Gate“ Bourassa in die Besetzung. Bourassa wiederum brachte kurz darauf „The Boa“ Johnny Hart und Jean-François „Big“ Lavallée als Manager zur Band. Daraufhin änderte die Band ihren Namen in Aggression, nachdem Barthe zunächst den Namen Antichrist vorgeschlagen hatte. Im September 1985 nahm die Band ihr erstes Demo auf. Nach der Veröffentlichung folgten Auftritte zusammen mit Bands wie Anvil, Celtic Frost, Voïvod, Nuclear Assault, Agnostic Front, Dirty Rotten Imbeciles, Possessed, Dark Angel, Crumbsuckers, Destruction, Sacrifice und Soothsayer. Daraufhin erreichte die Band einen Vertrag bei Facemelt Records. Im Jahr 1986 begab sich die Band ins Studio, um das Debütalbum Forgotten Skeleton aufzunehmen. Außerdem erschien die Band auf den Kompilationen Speed Metal Hell II von Greenworld Records und Thrash Metal Attack von New Renaissance Records. Nach einigen Monaten ging Facemelt Records jedoch bankrott, sodass das Album noch nicht erscheinen konnte. Außerdem verließen  ein paar Wochen später Johnny Hart und Gitarrist Caudron die Band. Nachdem die Band einen Vertrag mit Banzai Records erreicht hatte und Pierre „Cactus Pete“ Fleurant als neuer Sänger und Schlagzeuger Stephan Prudhomme zur Band gekommen war, begab sich die Band in das Victor Studio, um das Album The Full Treatment aufzunehmen. Das Album erschien im Jahr 1987. Zu diesem Zeitpunkt hatte sich die Gruppe bereits aufgelöst.
Die Band fand im Jahr 2005 wieder zusammen und bestand aus Gitarrist Barthe, Bassist Duguay, Sänger Fleurant, Gitarrist Mark Hill-Anderson und Schlagzeuger Shawn. Im Jahr 2004 erschien das bereits 1986 aufgenommene Album Forgotten Skeleton über Great White North Records.

## Stil
Die Band spielt aggressiven, schnell gespielten Thrash Metal, wobei auch teilweise Einflüsse aus dem Hardcore Punk hörbar sind. Die Werke erinnern an die schnellen und kurzen Lieder von Nuclear Assault.

## Diskografie
- 1985: Demo I (Demo, Eigenveröffentlichung)
- 1986: Live 1986 (Demo, Eigenveröffentlichung)
- 1986: Demo II (Demo, Eigenveröffentlichung)
- 1987: The Full Treatment (Album, Banzai Records)
- 2004: Forgotten Skeleton (Album, Great White North Records)